# 樁腳
樁腳，是指選舉中在基層為候選人拉票的工作人員，多為對該地方的政治熟悉並有一定影響力的人士，例如農漁會、宮廟內部人士等。
在選戰中，樁腳會利用各種手段（無論合法非法）使其支持的政客當選，例如動員街坊或家族成員參與投票，稱為綁樁。而賄選的金錢或禮品亦通常由樁腳經手。如果選戰競爭者想得到樁腳的支持，令其倒戈支持自己，此行為稱為‘拔樁’。
樁腳一詞有指是源自台灣，由台语的「柱仔跤」（白話字、台羅：thiāu-á-kha，支撐房屋的木樁）演變而來。

## 外部連結
- 兵家必爭金樁腳 （页面存档备份，存于）